# Гревенмахер (округ)
Гревенмахер (люкс. Gréiwemaacher, фр. и нем. Grevenmacher) — один из трёх округов Люксембурга.

## География
Расположен в восточной части страны. На севере и востоке граничит с Германией, на юге с Францией, на западе с округами Люксембург и Дикирх.
Состоит из кантонов Эхтернах, Гревенмахер и Ремих.
| Карта | №           | Название кантона | Площадь (км²) | Население (2014) |
| ----- | ----------- | ---------------- | ------------- | ---------------- |
|       | 1           | Эхтернах         | 185,54        | 17 477           |
| 2     | Гревенмахер | 211,37           | 27 295        |                  |
| 3     | Ремих       | 127,87           | 20 206        |                  |